# Департаменты Гаити
Основной территориально-административной единицей в Республике Гаити является департамент (фр. département). Республика Гаити делится на 10 департаментов.

## Управление
В каждом департаменте имеется свой Совет, являющийся исполнительным органом. Он состоит из 3 членов, выбираемых Ассамблеей департамента раз в 4 года. Руководит Советом его президент.
Каждый департамент имеет свою Ассамблею, которая является совещательным органом и помогает работе Совета. Члены Ассамблеи также выбираются на 4-летний срок. Ассамблея департамента управляется её президентом.

## История
Бывшая французская колония Сан-Доминго насчитывала три департамента: Южный, Северный и Западный. В 1821 году путём выделения из Северного и Западного департаментов был создан Артибонит, а в 1844 был образован Северо-Западный департамент. В 1962 году во время правления Франсуа Дювалье административное деление Гаити было пересмотрено, после чего появились 4 новых департамента: Центральный, Северо-Западный, Юго-Восточный и Гранд-Анс. В 2010 году от Гранд-Анса был отделён десятый департамент, который получил название Нип
В 2014 году Палатой депутатов Гаити было предложено увеличить число департаментов с 10 до 14 или 16.
В 90-х годах XX века (до образования Нипа) термином «10-й департамент» принято было обозначать гаитянцев, проживающих за рубежом. В XXI веке их стали называть 11-м департаментом.

## Список департаментов
| Департамент      | Столица      | Площадь (км²) | Население | Плотность (чел./км²) |
| ---------------- | ------------ | ------------- | --------- | -------------------- |
| Артибонит        | Гонаив       | 4987          | 1 727 524 | 350                  |
| Гранд-Анс        | Жереми       | 1912          | 468 301   | 240                  |
| Западный         | Порт-о-Пренс | 4983          | 4 029 705 | 810                  |
| Нип              | Мирагоан     | 1268          | 342 525   | 270                  |
| Северный         | Кап-Аитьен   | 2115          | 1 067 177 | 500                  |
| Северо-Восточный | Фор-Либерте  | 1623          | 393 967   | 240                  |
| Северо-Западный  | Пор-де-Пе    | 2103          | 728 807   | 350                  |
| Центральный      | Энш          | 3487          | 746 236   | 210                  |
| Юго-Восточный    | Жакмель      | 2034          | 632 601   | 310                  |
| Южный            | Ле-Ке        | 2654          | 774 976   | 290                  |